# Marco Djuričin
Marco Djuričin (Vienna, 12 dicembre 1992) è un calciatore austriaco, attaccante del Stripfing.

## Biografia
È il figlio di Goran Djuričin, a sua volta calciatore.

## Carriera

### Club
Ha giocato nelle prime due serie del campionato tedesco con l'Hertha Berlino.
Nel 2013 passa allo Sturm Graz, squadra con cui debutta in UEFA Europa League.
L'8 gennaio 2015 si trasferisce al Salisburgo.

### Nazionale
Ha preso parte agli Europei Under-19 del 2010.
Dopo aver preso parte ai Mondiali Under-20 2011, con l'Under-21 ha giocato 2 partite di qualificazione agli Europei di categoria del 2013.

## Palmarès

### Club

#### Competizioni nazionali
- Campionato austriaco: 1

Salisburgo: 2014-2015
- Coppa d'Austria: 1

Salisburgo: 2014-2015
- Supercoppa d'Ungheria: 1

Ferencváros: 2016
- Coppa d'Ungheria: 1

Ferencváros: 2016-2017